# Хюттенроде
Хюттенроде (нем. Hüttenrode) — община в Германии, в земле Саксония-Анхальт. 
Входит в состав района Вернигероде. Подчиняется управлению Бланкенбург.  Население составляет 1191 человек (на 31 декабря 2006 года). Занимает площадь 18,63 км².